# Dunkelheit
"Dunkelheit" (en español "Oscuridad") es la primera canción del quinto álbum de Burzum, Filosofem (1996). El título es la versión alemana de la canción Burzum, aunque se conoce más por Dunkelheit que por Burzum. La canción se creó en agosto de 1991.
Aunque la canción no fue publicada hasta 1996 con el álbum, Varg Vikernes, el único integrante de la banda, afirma que "Dunkelheit" fue una de las primeras canciones que compuso bajo el grupo de Burzum.
Es una de las canciones más conocidas de Burzum y posiblemente la más representativa del ambient black metal del grupo.
Ésta es la única canción del grupo que tiene videoclip. Dura 7:29, aunque la canción dure 7:05, y fue realizado en 1996 por David Palser. Fue puesto a la venta en formato VHS. 
El videoclip presenta diferentes motivos relacionados con la naturaleza como los son los árboles, el cielo y las nubes, la tormenta, el agua o el fuego. En él aparecen intercalándose en las escenas las runas: Ansuz, Raido, Kaunan, Gebo, Pertho, Haglaz, Naudiz, Isaz, Jeran, Ihaz, Pertho de nuevo, Algiz, Sowilo, Tiwaz, Berkanan, Ehwaz, Mannaz, Laguz, Ingwaz, Othalan, Dagaz, Fehu y Thurisaz, respectivamente.